# خط عرض 67° جنوب
خط عرض 67° جنوب هي إحدى دوائر العرض الجغرافية، وهي دوائر وهمية تحيط بالكرة الأرضية، وموازية لخط الاستواء، وتتميز هذه الدائرة بأن الأراضي الواقعة عليها تنتمي للمنطقة القطبية.

## حول العالم
خط عرض 67° جنوب يبدأ من خط الزوال الأولي ويتجه شرقا ويمر عبر:
| الإحداثيات                           | البلد أو الإقليم أو البحر | ملاحظات |
| ------------------------------------ | ------------------------- | --- |
| 67°0′S 0°0′E / 67.000°S 0.000°E      | المحيط الجنوبي            | |
| 67°0′S 48°22′E / 67.000°S 48.367°E   | القارة القطبية الجنوبية   | الإقليم الأسترالي في القارة القطبية الجنوبية, المطالب الإقليمية بالقارة القطبية الجنوبية by أستراليا |
| 67°0′S 49°34′E / 67.000°S 49.567°E   | المحيط الجنوبي            | Amundsen Bay |
| 67°0′S 50°33′E / 67.000°S 50.550°E   | القارة القطبية الجنوبية   | الإقليم الأسترالي في القارة القطبية الجنوبية, المطالب الإقليمية بالقارة القطبية الجنوبية by أستراليا |
| 67°0′S 57°23′E / 67.000°S 57.383°E   | المحيط الجنوبي            | |
| 67°0′S 82°33′E / 67.000°S 82.550°E   | القارة القطبية الجنوبية   | الإقليم الأسترالي في القارة القطبية الجنوبية, المطالب الإقليمية بالقارة القطبية الجنوبية by أستراليا · أرض أديلي, المطالب الإقليمية بالقارة القطبية الجنوبية by فرنسا · الإقليم الأسترالي في القارة القطبية الجنوبية, المطالب الإقليمية بالقارة القطبية الجنوبية by أستراليا |
| 67°0′S 146°47′E / 67.000°S 146.783°E | المحيط الجنوبي            | مرورا بجنوب Buckle Island, المطالب الإقليمية بالقارة القطبية الجنوبية by نيوزيلندا |
| 67°0′S 68°36′W / 67.000°S 68.600°W   | القارة القطبية الجنوبية   | جزيرة أديلايد و the شبه الجزيرة القطبية الجنوبية, المطالب الإقليمية بالقارة القطبية الجنوبية by الأرجنتين, تشيلي و المملكة المتحدة |
| 67°0′S 60°17′W / 67.000°S 60.283°W   | المحيط الجنوبي            | بحر ودل |